# I Copa Visión Banco
La I Copa Visión Banco  fue una competencia amistosa y benéfica entre Rubio Ñu y Sportivo Trinidense de la Primera División de Paraguay. La misma fue instituida por la institución bancaria de tipo microfinanciero, Visión Banco. quien a la vez auspiciaba a ambos equipos.

## Características
La Copa fue disputada el 22 de enero del 2010, en el denominado “Clásico de Trinidad”, con relación a la tradicional e histórica rivalidad existente entre ambos conjuntos del barrio Santísima Trinidad de Asunción.
El objetivo principal de la institución organizadora fue el de recolectar fondos a beneficio de los niños huérfanos de la tragedia del Incendio del supermercado Ycuá Bolaños, ocurrida el 1 de agosto del 2004.
Finalmente en el Estadio La Arboleda se recaudó un total de 6,95 millones de guaraníes, además de dos cajones repletos de alimentos no perecederos, que posteriormente fueron entregados a las víctimas del siniestro.

## 1.ª Copa Visión Banco
| 22 de enero de 2010, 17:30 hs. | Rubio Ñu                               | 2:0 (1:0) | Sportivo Trinidense | Estadio La Arboleda, Asunción                             |                                                           |
|                                | Néstor Camacho 19' · Carlos Neuman 54' |           |                     | Asistencia: 1.390 espectadores Árbitro(s): Ulises Mereles | Asistencia: 1.390 espectadores Árbitro(s): Ulises Mereles |